# Chiesa della Santissima Trinità a Villa Chigi
La chiesa della Santissima Trinità a Villa Chigi è una chiesa di Roma, situata in via Filippo Marchetti, 36, nel quartiere Trieste.

## Storia
È stata costruita tra il 1975 ed il 1979 su progetto dell'architetto Pietro Sanpaolo ed inaugurata il 4 marzo 1979.
La chiesa è sede parrocchiale, eretta il 4 giugno 1962 con il decreto Quo aptius spirituali del cardinale vicario Clemente Micara; essa è affidata ai preti della congregazione delle Sacre Stimmate di Nostro Signore Gesù Cristo (detti Stimmatini).

## Descrizione
Particolarità della chiesa è di non avere una facciata, ma due semplici entrate; e non esiste nemmeno il campanile. La pianta è semicircolare, convergente verso l'altare. Interessanti sono i pannelli della Via Crucis e alcune vetrate, di ridotte dimensioni, che raffigurano alcuni episodi evangelici. Lateralmente è collocata una cappella feriale con pitture di F. Conforti Di Natale.